# Online Encyclopedia of Mass Violence
La Enciclopedia en línea sobre violencia de masas (abreviado OEMV en inglés) o massviolence.org es un proyecto enciclopédico iniciado por el historiador Jacques Semelin, director de investigación del CNRS francés y desarrollado por un equipo académico internacional, con el objetivo de crear una base de datos fiable sobre masacres, genocidios, crímenes contra no combatientes y crímenes contra la humanidad del siglo XX o anteriores "cuyas causas sean principalmente políticas, sociales, religiosas o culturales".
Pretende además establecer una cronología y reunir estudios especializados, bibliografía, glosarios y análisis sobre cada caso concreto para contribuir a prevenir y evitar la violencia sociopolítica entre los seres. El lenguaje que se utiliza en dicha enciclopedia es el inglés, aunque las contribuciones en lenguas extranjeras están disponibles en versión original.